# Детранзишн
Детранзишн (от англ. detransition), или обратный переход, — процесс, противоположный трансгендерному переходу, в ходе которого человек меняет свою гендерную экспрессию на ассоциирующуюся с приписанным при рождении полом. Ранее в русскоязычной среде назывался «откатом», но из-за сформировавшегося у этого слова негативного оттенка более распространённым стало заимствование «детранзишн». 
Доля людей, когда-либо прибегавших к детранзишну, среди совершавших трансгендерный переход отличается в разных исследованиях. Так, в опросе трансгендерных людей из США 8 % сообщило о детранзишне, при этом 62 % из них впоследствии возобновили переход. Среди 3398 человек, обратившихся в гендерную клинику Национальной службы здравоохранения Великобритании с августа 2016 по август 2017, 16 выразили сожаление о переходе или совершили детранзишн, при этом 10 из них совершили его временно.
Детранзишн может быть вызван разными причинами. Так, среди 2242 респондентов из США, идентифицирующих себя как трансгендерных и гендерно-разнообразных людей и сообщивших об опыте детранзишна в течение жизни, большинство сообщало о внешних причинах своего решения, таких как давление со стороны родителей (35,6 %), супругов или партнёров (20,2 %), других членов семьи (25,9 %), работодателей (17,5 %), проблемы с поиском работы (26,9 %) и стигматизация (32.5 %). Меньшая часть респондентов сообщала о внутренних причинах, таких как неуверенность в гендерной идентичности (2,4 %), её изменение (10,5 %) и другие психологические причины (3,9 %). К обратному переходу чаще прибегают люди с приписанным при рождении мужским полом, что связывают с меньшим принятием со стороны общества, а также небинарные или бисексуальные люди, что авторы связывают с бо́льшим общественным давлением и последующих сомнениях в собственной гендерной идентичности.